# Limnes Trichonida Kai Lysimacheia
Limnes Trichonida Kai Lysimacheia este o arie protejată (arie specială de conservare — SAC, sit de importanță comunitară — SCI) din Grecia întinsă pe o suprafață de 14.349,46 ha, integral pe uscat.

## Localizare
Centrul sitului Limnes Trichonida Kai Lysimacheia este situat la coordonatele 38°34′05″N 21°29′04″E / 38.568022°N 21.48441°E.

## Înființare
Situl Limnes Trichonida Kai Lysimacheia a fost declarat sit de importanță comunitară în aprilie 1997 pentru a proteja 16 specii de animale. Situl a fost protejat și ca arie specială de conservare în martie 2011.

## Biodiversitate
Situată în ecoregiunea mediteraneană, aria protejată conține 6 habitate naturale: Pășuni mediteraneene udate de apa mării (Juncetalia maritimi), Lacuri eutrofice naturale cu vegetație de tip Magnopotamion sau Hydrocharition, Pajiști umede mediteraneene cu ierburi înalte de Molinio-Holoschoenion, Mlaștini calcaroase cu Cladium mariscus și specii de Caricion davallianae, Galerii de Salix alba și de Populus alba, Păduri de Platanus orientalis și Liquidambar orientalis (Platanion orientalis).
La baza desemnării sitului se află mai multe specii protejate:
- mamifere (2): lupul (Canis lupus), vidră de râu (Lutra lutra)
- nevertebrate (2): Lindenia tetraphylla, Unio crassus
- pești (10): Alosa fallax, Barbus peloponnesius, Cobitis trichonica, Economidichthys pygmaeus, Economidichthys trichonis, Pelasgus stymphalicus, Rutilus panosi, Silurus aristotelis, Telestes pleurobipunctatus, Tropidophoxinellus hellenicus
- reptile (2): șarpele cu patru dungi (Elaphe quatuorlineata), Testudo graeca

Pe lângă speciile protejate, pe teritoriul sitului au mai fost identificate 9 specii de plante, 3 specii de amfibieni, 7 specii de mamifere, 1 specie de nevertebrate, 1 specie de pești, 12 specii de reptile.